# Хертек, Яков Шанмакович
Яков Шанмакович Хертек (1935—2006) — кандидат филологических наук, заслуженный деятель науки Тувинской АССР.

## Биография
Родился в селе Хандагайты Тувинской Народной Республики. Окончив Чаданскую среднюю школу № 1, поступил на историко-филологический факультет Кызылского государственного педагогического института. В 1961 году работал директором Кызыл-Чыраанской восьмилетней школы Тес-Хемского района. С 1962 г. начал работать в ТНИИЯЛИ (ТИГПИ), где проработал 41 год. Обучался в аспирантуре Института языкознания в г. Москве (1965-1967). В 1971 году он заочно окончил университет марксизма-ленинизма при Кызылском обкоме КПСС. С 1980 по 2002 годы работал заведующим сектором языка и письменности. В 1980-х годах Я. Ш. Хертек работал заместителем Терминологической комиссии.

## Научная деятельность
Его основная область научных интересов — лексикография, фразеология и диалектология тувинского языка. В 1975 году Я. Ш. Хертек успешно защитил кандидатскую диссертацию по теме «Фразеология современного тувинского языка». Потом издана как монография. В ней рассматриваются общие вопросы семантической классификации и грамматическая характеристика фразеологии тувинского языка, дается сопоставительный анализ с фразеологизмами некоторых тюркских языков и современного монгольского языка. Занимался вопросами диалектологии, частности диалектами Тоджинского, Бай-Тайгинского районов, говорами Овюрского, Улуг-Хемского районов, Кара-Хольского сумона. Проблемы культуры речи и литературной нормы тувинского языка освещались им в публикациях в альманахе писателей Тувы «Улуг-Хем» и газетах республики. Его исследование внесло значительный вклад в развитие не только тувинской филологии, но и тюркологии, особенно в изучении фразеологических единиц в языках Сибири.

## Труды
- «Тувинско-русский фразеологический словарь» (1975)
- «Русско-тувинский фразеологический словарь» (1985)
- Был составителем «Тувинско-русского словаря» (1968)
- «Русско-тувинский словарь общественно-политических терминов» (1979)
- «Русско-тувинский словарь» (1980)
- Более 20 лет был руководителем по созданию фундаментального труда «Толковый словарь тувинского языка» (l том, 2003)

## Награды
- Заслуженный деятель науки Тувинской АССР